# Carlia amax
Carlia amax är en ödleart som beskrevs av  Storr 1974. Carlia amax ingår i släktet Carlia och familjen skinkar. Inga underarter finns listade.